# 浑白铁路
浑白铁路，又名浑湾线、浑三线、长林线，起自吉林省的浑江站（现名白山市站），线路从三岔子向东蜿蜒在丘陵台地，过清石河，进入老岭山岳地带，穿过枫叶岭隧道，过分水岭转人下坡，过松树镇站向北进入长白山腹地，地形复杂，地势险峻，多河谷，至终点延边朝鲜族自治州的長白山站，长217.1公里。是中国东北的“东边道”铁路组成部分。

## 线路
地处高寒山区，冻害严重。有200米以下的小曲线，限制坡度上行17.5‰，下行30.3‰，内燃牵引，牵引质量上行1400吨，下行800吨。到发线有效长380米。开通旅客列车3对，货物列车4对，限制区间通过能力14.5对。2010年上行71万吨，下行14.5万吨。
全线最低处海拔510.3米（浑江)，最高地区海拔749.3米（湾沟），终点站白河海拔696米。
历史上，泉阳是浑白铁路的中心站，曾设泉阳机务段、泉阳车务段、泉阳工务段、泉阳铁路医院、泉阳铁路职工子弟中学、泉阳铁路子弟小学。

## 历史

### 满洲国时期
浑白线的前身为浑三线（长17.5公里），是日本预谋的第6次计划线中的通（化）濛（江）线的首段，作为是浑（江）三（岔子）支线的延伸，拟继向东北修建与长图线明月沟（今安图车站）接轨。
1940年4月开工修筑，1942年12月建成，开办临时营业。
1943年接续修建通濛线前段的三岔子、松树镇段，直到1945年日本投降时仅铺轨22公里，工程列车可经大阳岔车站到达大东。枫叶岭隧道仅开凿部分导洞。至湾沟段路基、渠也已动工，但均未完工。该线所经的咋子、八宝、三岔子（苇铁路修建塘）、松树镇等地均是吉林省重要煤碳产地。
1943年至1945年，从三岔子站（今江源站）修至松树镇站。

### 长林线
1949年后，为开发长白山森林工业，1951年东北人民政府对此林区进行了森林经理调查，1953年林业部提出了《长白山森林经理施业案》，1954年此案经中央正式批准。1953年线路勘测，1954年动工，1955年完成江源至松树镇段31千米的铺轨施工。
1955年10月，根据森林资源的分布情况，采取了沿长白山林区北坡森林的北缘为外运木材的铁路运输总干线走行位置。因其为林用铁路，定名为“长林线铁路”，即长白山林业线之意。国家森林工业部吉林森工管理局设计公司及铁道部第三设计院勘测，自松树镇接轨，至终点安图县松江镇南之南道屯，全长207公里。沿长林线铁路成立5个经营区（森工企业）。
- 抚松县境内的东岗附近毗邻临江森工局界的松江河建松江河森工局。
- 在距松江河30公里的二道松江河设立砬子河森工局（后改为泉阳森工局）。
- 在距二道松江河近30公里的小东沟建立露水河森工局。
- 在进入安图县境内的二道白河附近水田屯设白河森工局。
- 距二道白河30余公里至长林线终点南道屯设立安北森工局。后来其经营范围一分为三，将其东南部地域各林场划归八家子林业局，跨越海拔1200余米的老岭山脉经营；中部地区林场样划归和龙林业局跨岭经营。靠近白河林业局的西部各林场划归白河林业局经营。长林线铁路无须由白河向前延伸。同时白河林业局局场址也可不受长林线铁路走行位置的制约，而由原选定的水田屯局址移至二道白河附近，长林线缩短了白河至安北段的30公里铁路里程。
- 松树镇与松江河之间，近10万公顷的部份遭日满采伐过的边缘林区，建立了小型企业湾沟森工局。

长林线铁路投资6600万元人民币。 
长林线铁路原预定1958年通车至松江河森工局，1959年通车至泉阳、露水河森工局，1960年通车至白河及安北森工局而全线开通。   
实际上1961年10月，松树镇至泉阳76千米开始铺轨，1962年11月试运营。1960年春，泉阳至白河段69.5千米开始建设，1961年6月洪水冲毁该段路基，工程暂停。   
1963年2月，泉阳至白河段工程复工。1965年1月，铺轨到露水河。1965年7月，泉阳至露水河区间38千米交付临管运营。1965年底接续铺轨到二岔。   
1966年1月，泉阳站站场扩建工程开工，露水河至白河段工程暂停。1970年6月16日，露水河至白河区间复工，由吉林铁路局施工。   
1971年通车至白河。比原计划晚了10年。   
1974年1月1日全线营运。   
1974年9月露水河至白河区间竣工。   
全线分段分期施工：浑江、湾沟段，经大阳岔穿越枫叶岭长大隧道至湾沟，长41.18公里，其中浑三段属旧线加强；三大段为旧线恢复；大湾段是原未完工程的续建。铁道部森铁工程处于1955年8月动工修建，1958年1月交付运营。湾沟至松树镇段长25.992公里，1958年1月重点开工，4月全面铺开，由森铁工程处第四工程段施工。7月下旬路基和桥涵竣工后开始铺轨，11月4日铺到松树镇站外。因松树镇车站方案未定，仅铺1股站线设临时车站，到1959年10月30日交付临时营业。松树镇至松江河段53．286公里.1958年10月重点开工，1959年全面铺开。该段位于山岳河谷地段，重点是路基高填、深挖和大桥、隧道施工。桥梁架桥除汤河5号桥采用人线249力滚筒横拉外，其余均使用80吨或130吨架桥机。隧道采用上、下导洞法机械施工。1961年8月1日竣工，交付临管。1962年突击建设松树镇车站、机务折返段工程，1964年完成该站配套工程。松江河至泉阳段23.32公里，1958年6月重点开工.7月铁道部指示降低线路标准，1961年11月完成铺轨。1962年11月开始临时运营。12月底，湾沟至松树镇间开办临时运营，1970年6月16日正式交付运营。泉阳至白河段67.05公里。1960年上半年重点开工，1961年6月末临时停工。施工队伍全迁到湾沟至泉阳间各区段突击整治病害和完善配套工程。到1963年处理病害237项，完成增加工程12项，设计变更工程145项。1963年2月，泉阳、露水河、二岔、白河间复工。东北铁路工程局从西南铁路工程局调人施工劳力，组建第六工程处，施工队伍达1.2万人，并增加30多台大型机械，到1965年1月铺轨到露水河，7月泉阳至露水河段（36公里）交付临管。同年年底，接续铺轨到二岔，泉阳站场工程开工。1966年泉阳机务段车库工程开工。1970年上半年，二岔至火炬沟间桥涵全部建成，头岔河以西路基建成，泉阳站区的房屋及附属工程全部完成，6月16日，根据铁道部决定：将由第三工程局管理和施工中的松江河至二岔间的工程尾工〈约10.5万立方米土石方和桥涵未完工程）移交给吉林铁路局管理和继续施工。  
1974年10月露水河至白河段全部工程竣工，由吉林铁路局验收。浑白线铁路的5段新建工程和1段旧线加固工程，从设计开始历经22年（从施工开始历经19年零4个月），修筑19L075公里新线，完成投资12860万元，每公里造价67万元，共占地917.9亩。  
1975年1月1日，全线正式运营，设18个车站。  

### 改造扩建
由于施工中忽视铺轨后的配套工程，故通车后处理线路病害工作量很大。 
1963年，湾沟至泉阳段103.797公里线路中，病害达226处，较大的病害是汤河口处竣工后不断塌方落石，危及行车安全，不得不改线1.7公里，西跨松花江走行。其他线路病害，于1970、1980年分期分批进行了整治。枫叶岭隧道交付使用后，漏水严重，1978年采用衬砌背后封闭压浆进行了整治。 
1995年，浑白线线路总延展长度为270．2公里，其中正线217.7公里、站线39．7公里、段管线9．6公里、岔线1．5公里、特别用途线1.7公里。正线每米50公斤钢轨93，9公里，43公斤钢轨123.8公里；最小曲线半径300米（松树镇至泉阳段250米〉；到发线有效长380米（湾沟至松树镇450米）；桥梁84座、4768延长米；隧道5座、3753延长米涵渠341座、5873延长米；64D型半自动闭塞方式（松树镇车站为6502型电气集中)。 
1994年7月10日开行通白间“长白山旅游号”特快列车，开始使用东风4型内燃机牵引。 
2004年9月14日，浑白铁路最后81公里木枕被换下。2012年5月14日起，沈阳铁路局调集四平工务段、丹东工务段、山海关工务段、阜新工务段、白城工务段、辽阳工务段、沈阳工务段、赤峰工务段和通辽工务段近千职工集中整治浑白铁路线路。

## 线路设计
1939年原浑三线及由大阳岔至松树镇段的勘测设计由满铁奉天建设事务所承担并陆续交图。从起点到40公里处，为实地勘测，其余的均在图上选线，结果许多工程项目设计与实际情况不符，在施工设计中变更频繁。6.3公里处，原设计开隧道，后又变为强行改线从深堑通过，导致坡高不稳，落石、塌方病害严重。咋子、八宝间线路因压住大片煤田，又不得不改线。
从三岔子、湾沟、松树镇的一段由满铁建设局通化建设事务所勘测设计，1943年10月交付设计文件和图纸。两段设计标准：轨距1435毫米；最小曲线半径300米；限坡，浑三段上行10‰、下行18‰，大阳岔、松树镇段上行16‰、下行25‰；马蹄型隧道，臂板式信号，通话式闭塞。1953年长林线的选线设计，最初由铁道部设计总局东北分局分两段进行。一段从大阳岔、东岗、小沙河（三道白河）段进行草测和初测，其中大阳岔至松树镇段基本按东北沦陷时期所定的线路走行。松树镇以远初选北南两线，1955年1月铁道部鉴定时决定采用北线。另一段湾沟、松树镇段，由铁道部第五设计院于1956年5月底完成技术设计，1957年底由铁道部第三设计院进行施工设计。松树镇、白河段（包括至安图段）于1956年由铁道部第五设计院编制初步设计。
1957年1月铁道部下达鉴定意见书，确定长林线终点为三道白河。后因《路网规划》要求长林线与和龙站接轨，经铁道部第三设计院和吉林省林业厅商定将三道白河贮木场东移20公里至三道乡，将松安段改为松三段。
干1958年9月松泉段施工图交付施工，因设计中对该段特殊的地质条件未能制定相应措施，造成许多病害工程。又因运量预测过高，影响到许多技术条件的设计频繁变动。
直到1960年3月才提出泉阳、白河、三道乡段施工设计的补充修改文件。7月15日铁道部决定降低松江河至露水河间的线路标准。
1963年上半年，对泉阳、白河间重新进行勘测，11月2日编制经鉴定后的施工预算.1972年根据吉林省计划会议精神，将火炬沟至白河段从头道白河大桥白河端至二道白河进行改线，同年8月15日编制设计文件交付施工（白河至三道乡段在1963年测定，1964年6月编制初步设计湾沟、白河段线路标准：轨距1435毫米；最小曲线半径，松树镇、泉阳间250米，其他300米；限坡，上行17‰，下行30‰；路基宽度4．9米；电气路牌闭塞；通信线路，湾沟～泉阳段7对，泉阳、白河段5对，均为二级普通型。

## 运能运量
1965年，浑白线使用解放型蒸汽机车，牵引定数：浑江、松江河段上行800吨，下行400吨；列车对数，浑江、松树镇间10.5对.松树镇、松江河间8对。1985年，全线使用建设型机车，浑江、松树镇间运行客货列车19对，线路允许速度每小时60～70公里，牵引定数上行850吨，下行400吨，线路允许速度每小时60公里，货流密度上行342.8万吨，下行68．7万吨；松树镇、松江河间运行客货列车8对，货流密度上行148.6万吨，下行60.1万吨；松江河、白河段运行客货列车6对，货流密度上行65.3万吨，下行19.7万吨。1995年，浑白线除长白山旅游号用东风4型内燃机车牵引外，其他列车仍使用建设型蒸汽机车牵引。全线年发送货物501.9万吨，发送旅客197万人。 